# روكي جورج
روكي جورج (بالإنجليزية: Rocky George) هو عازف قيثارة أمريكي، ولد في 9 يناير 1965 في كولفر سيتي في الولايات المتحدة.

## وصلات خارجية
- روكي جورج على موقع IMDb (الإنجليزية)
- روكي جورج على موقع ميوزك برينز (الإنجليزية)
- روكي جورج على موقع أول ميوزيك (الإنجليزية)
- روكي جورج على موقع ديسكوغز (الإنجليزية)